# Hoplitis askhabadensis
Hoplitis askhabadensis är en biart som först beskrevs av Radoszkowski 1886.  Hoplitis askhabadensis ingår i släktet gnagbin, och familjen buksamlarbin. Inga underarter finns listade i Catalogue of Life.